# چیواکوا
چیواکوا (به اسپانیایی: Chivacoa) یک شهر در ونزوئلا است که در یاراکوی واقع شده‌است. چیواکوا ۴۱۷ کیلومتر مربع مساحت و ۵۹٬۰۵۹ نفر جمعیت دارد و ۲۹۶ متر بالاتر از سطح دریا واقع شده‌است.